# Street Gospels
Street Gospels è il terzo album in studio del gruppo reggae rock canadese Bedouin Soundclash, pubblicato nel 2007.

## Tracce
1. Until We Burn in the Sun (The Kids Just Want a Love Song) – 3:54
2. Walls Fall Down – 2:31
3. St. Andrews – 3:01
4. Trinco Dog – 2:58
5. Hush – 1:57
6. Bells of '59 – 3:58
7. Higher Ground – 2:14
8. 12:59 Lullaby – 3:43
9. Nico on the Night Train – 4:33
10. Gunships – 2:50
11. Jealousy and the Get Free – 3:34
12. Midnight Rockers – 3:47
13. Hearts in the Night – 3:03